# Enrique Fernando Ortiz Moruno
Enrique Fernando Ortiz Moruno, (Azuaga (Badajoz), España, 2 de julio de 1977) es un exfutbolista español. Jugaba como extremo y su último club fue el Cádiz CF, donde además ejerció como capitán. Actualmente es el décimo máximo goleador en la historia del Cádiz CF.

## Trayectoria
Tras pasar su paso por el Algeciras CF, la UD Maracena, el Motril CF y el CP Cacereño, Enrique aterriza en el Cádiz CF sin formar mucho ruido en el mercado de invierno de la temporada 2003-04. Un año más tarde pasaría a la historia por ser parte del once inicial que devolvió al conjunto gaditano a la máxima categoría del fútbol español en Chapín, siendo víctima además del penalti que sentenciaba el encuentro y que se encargaría de transformar su entonces compañero Abraham Paz.
Tras jugar la temporada siguiente en Primera División, el extremeño fue testigo directo de la debacle del conjunto gaditano, viviendo 2 descensos en tan solo 3 temporadas y dando de nuevo con sus huesos en la Segunda División B. Demostrando su compromiso con el club, Enrique no solo permaneció en el Cádiz CF en la categoría de bronce, sino que fue uno de los baluartes durante toda la temporada para conseguir el ascenso a la Liga Adelante primero y el título de campeón de la Segunda División B después.
Una temporada más tarde, el equipo volvía a descender a Segunda División B y una vez más el extremeño daba un paso al frente para intentar devolverlo a la categoría de plata, esta vez como capitán del equipo, objetivo que no se llegaría a cumplir tras caer frente al CD Mirandés en la primera ronda de los play-off de ascenso. En la temporada 2011-12, Enrique queda como unos de los pocos jugadores que repiten del ejercicio anterior, tras una profunda renovación del vestuario con 16 fichajes de gran nivel, aunque se dejó al jugador sin ficha federativa para jugar esa temporada. El equipo en la temporada 2011/2012 fue campeón del Grupo IV de 2.ª B, pero no consiguió el ascenso a 2.ª División.
Actualmente se encuentra retirado debido a las lesiones le obligaron a colgar las botas con 35 años, aunque sigue vinculado al Cádiz CF como director deportivo.

## Clubes
| Club         | País   | Año       |
| ------------ | ------ | --------- |
| Algeciras CF | España | 1998-1999 |
| UD Maracena  | España | 1999-2000 |
| Motril CF    | España | 2000-2001 |
| CP Cacereño  | España | 2001-2003 |
| Cádiz CF     | España | 2004-2012 |

## Palmarés

### Campeonatos nacionales
| Título                     | Club     | País   | Año       |
| -------------------------- | -------- | ------ | --------- |
| Campeón Segunda División   | Cádiz CF | España | 2004-2005 |
| Ascenso a Primera División | Cádiz CF | España | 2004-2005 |
| Campeón Segunda División B | Cádiz CF | España | 2008-2009 |
| Ascenso a Liga Adelante    | Cádiz CF | España | 2008-2009 |